# Every Breath You Take
Every Breath You Take – piosenka zespołu The Police pochodząca z albumu Synchronicity z 1983 roku, napisana przez Stinga. Ta ballada rockowa opowiada o obsesyjnej miłości. Okazała się najpopularniejszym singlem zespołu, zdobywając szczyt zarówno brytyjskiej (4 tygodnie), jak i amerykańskiej (8 tygodni) listy przebojów. W podsumowaniu wszech czasów listy „Billboard” Hot 100 nagranie znalazło się na 25. pozycji.
W 2004 roku utwór został sklasyfikowany na 84. miejscu listy 500. utworów wszech czasów magazynu „Rolling Stone”. Piosenka zdobyła Nagrodę Grammy w kategorii Song of the Year za rok 1984.

## Sample i covery
„Every Breath You Take” było wielokrotnie coverowane. Najsłynniejszym utworem, opartym na samplach z niego, okazał się singiel „I’ll Be Missing You” Puff Daddy’ego i Faith Evans z 1997 roku. Również polski zespół Perfect nagrał cover tego utworu pod tytułem "Każdy oddech twój".

## Teledysk
Prosty, czarno-biały teledysk przedstawiał wyłącznie muzyków i bardzo ograniczoną scenografię. Wideoklip zyskał pozytywne recenzje krytyków. Wyprodukowany przez duet Godley & Creme film otrzymał liczne nagrody, m.in. pierwszą nagrodę MTV dla Daniela Pearla za najlepszą kinematografię.